# Campeonato Provincial de Fútbol de Segunda Categoría de Loja 2016
El Campeonato Provincial de Segunda Categoría de Loja 2016 fue un torneo de fútbol en Ecuador en el cual compitieron equipos de la Provincia de Loja y la Provincia de Zamora Chinchipe. El torneo fue organizado por Asociación de Fútbol Profesional de Loja (AFPL) y avalado por la Federación Ecuatoriana de Fútbol. Empezó el 11 de junio de 2016 y finalizó el 10 de julio de 2016. Participaron 4 clubes de fútbol y entregó un cupo al zonal de ascenso de la Segunda Categoría 2016 por el ascenso a la Serie B.

## Sistema de campeonato
El sistema determinado por la Asociación de Fútbol Profesional de Loja fue el siguiente:
- Se jugó una etapa única con los cuatro equipos establecidos, fue todos contra todos ida y vuelta (6 fechas), al final el equipo que terminó en primer lugar clasificó a los zonales de Segunda Categoría 2016.

## Equipos participantes
| Equipos participantes             | Equipos participantes | Equipos participantes              |
| --------------------------------- | --------------------- | ---------------------------------- |
|                                   |                       |                                    |
| Equipo                            | Ciudad                | Estadio                            |
| Loja Fútbol Club                  | Loja                  | Estadio Federativo Reina del Cisne |
| Club Deportivo La Tebaida         | Loja                  | Estadio Federativo Reina del Cisne |
| Club Deportivo Chinchipe          | El Pangui             | Estadio Municipal de El Pangui     |
| Club Deportivo Ciudad de Yantzaza | Yantzaza              | Estadio Municipal de Yantzaza      |

## Equipos por cantón
| Cantón    | N.º | Equipos                   |
| --------- | --- | ------------------------- |
| Loja      | 2   | - Loja F. C. - La Tebaida |
| Yantzaza  | 1   | - Ciudad de Yantzaza      |
| El Pangui | 1   | - Deportivo Chinchipe     |

## Clasificación
|  |    | Equipo              | PJ | PG | PE | PP | GF | GC | DG | PTS |
|  | -- | ------------------- | -- | -- | -- | -- | -- | -- | -- | --- |
|  | 1. | La Tebaida          | 6  | 4  | 1  | 1  | 15 | 6  | +9 | 13  |
|  | 2. | Ciudad de Yantzaza  | 6  | 3  | 1  | 2  | 15 | 7  | +8 | 10  |
|  | 3. | Loja F. C.          | 6  | 2  | 1  | 3  | 4  | 13 | −9 | 7   |
|  | 4. | Deportivo Chinchipe | 6  | 1  | 1  | 4  | 7  | 15 | −8 | 4   |

|  | Campeón y clasificado a los zonales de Segunda Categoría 2016. |

## Evolución de la clasificación
| Equipo / Jornada    | 01 | 02 | 03 | 04 | 05 | 06 |
| ------------------- | -- | -- | -- | -- | -- | -- |
| La Tebaida          | 2  | 2  | 2  | 2  | 1  | 1  |
| Ciudad de Yantzaza  | 1  | 1  | 1  | 1  | 2  | 2  |
| Loja F. C.          | 3  | 4  | 4  | 4  | 3  | 3  |
| Deportivo Chinchipe | 4  | 3  | 3  | 3  | 4  | 4  |

## Resultados

### Primera vuelta
|  | Ciudad de Yantzaza | 6 - 1 | Deportivo Chinchipe |  | Municipal de Yantzaza | 11 de junio | 15:00 |
|  | La Tebaida         | 4 - 0 | Loja F. C.          |  | Reina del Cisne       | 12 de junio | 15:00 |

|  | Loja F. C.          | 1 - 0 | Ciudad de Yantzaza |  | Reina del Cisne        | 15 de junio | 12:00 |
|  | Deportivo Chinchipe | 2 - 0 | La Tebaida         |  | Municipal de El Pangui | 15 de junio | 15:00 |

|  | Ciudad de Yantzaza | 4 - 0 | Loja F. C.          |  | Municipal de Yantzaza | 18 de junio | 15:00 |
|  | La Tebaida         | 4 - 1 | Deportivo Chinchipe |  | Reina del Cisne       | 19 de junio | 11:00 |

### Segunda vuelta
|  | Loja F. C.          | 0 - 3 | La Tebaida         |  | Reina del Cisne        | 25 de junio | 11:00 |
|  | Deportivo Chinchipe | 1 - 2 | Ciudad de Yantzaza |  | Municipal de El Pangui | 26 de junio | 15:00 |

|  | Deportivo Chinchipe | 0 - 1 | Loja F. C. |  | Reina del Cisne       | 2 de julio | 15:30 |
|  | Ciudad de Yantzaza  | 1 - 2 | La Tebaida |  | Municipal de Yantzaza | 3 de julio | 14:00 |

|  | Loja F. C. | 2 - 2 | Deportivo Chinchipe |  | Reina del Cisne | 10 de julio | 11:00 |
|  | La Tebaida | 2 - 2 | Ciudad de Yantzaza  |  | Reina del Cisne | 10 de julio | 14:00 |

### Campeón
|                                                                                             |
|                                                                                             |
| Club Deportivo La Tebaida 1.er título Clasifica a los zonales de la Segunda Categoría 2016. |